# Stora Herrestads säteri
Stora Herrestad gård, var tidigare ett säteri, beläget i Stora Herrestad, Stora Herrestads socken, Ystads kommun. Godset har anor sedan medeltiden och gården är belagd 1340.
Säteriet bildar tillsammans med den närliggande medeltidskyrkan och det gamla tingshuset en tät bebyggelsemiljö. Den romanska kyrkans kor och långhus med tornet byggdes troligen under 1100-talet. Säteriets mangårdsbyggnad består av ett långt stenhus i två våningar med två friliggande flyglar, uppfört 1756 av greve Johan Ludvig Hård af Segerstad.

## Historia
Namnet Herrestad omnämnes första gången i ett gåvobrev av kung Knut den helige utfärdat den 21 maj 1085, i vilket han till Sankt Laurentii kyrka i Lund donerade 8 bol "In Heruestadum . octo mansi.". Dessa 8 bol skall tidigare av en Öpe Thorbjörnsen ha lämnats till kung Magnus den gode (1042-47) i samband med en fredsuppgörelse.
Förleden i sockennamnet kan ha ursprung i mansnamnet Herver och efterledet -stad från boplats, gård. I Kung Valdemars jordebok från 1231 upptas Herrestads härad som "Haervaestatheret".
Gårdens nära anslutning till kyrkan kan tyda på ett historiskt samband med denna och att här redan under äldre medeltid legat en storgård ägd av danske kungen eller av bygdens herreman.
Under 1300-talet ägde herremanssläkten Bing gods runt om i sydöstra Skåne. År 1340 får herr Niels Börgesen Bing låsebrev på gods i Herrestad. 1386 skriver sig väpnaren Niels Madsen till Stora Herrestads huvudgård. 1398 testamenterar Fru Ida Petersdotter (Falk) (död 1399) allt sitt gods i Herrestad till drottning Margrethe I och hennes rådgivare biskop Peder Jensen Lodehat i Roskilde. År 1385 gifte hon om sig med den tyranniske tyske fogden Johan Snakenborg, som dog 1389. Fru Ide var en av Skånes absolut mäktigaste och rikaste kvinnor med ett omfattande godsinnehav.
En tid brukades gården av kronan och biskopar. År 1445 förvärvade väpnaren Anders Thuesen Galen Stora Herrestad med sätesfrihet. Han tillhörde en under medeltiden inflytelserik ätt. Farbrodern Jens (Jon) Andersen Galen av Näsbyholm övertar troligen gården efter hans död 1472. År 1476 ärver dennes son hövitsmanen på Näsbyholm och väpnaren Ingvar Jensen Galen säteriet. Hans änka Birgitte Andersdatter Bing ärver godset vid hans död 1487. Hon gifter om sig med herren till Bratskov på Jylland och Bjersjöholm Jens Nielsen Rotfeld, som 1489 skriver sig till säteriet. Efter Rotfelds död 1504 står änkan Birgitte Bing återigen ensam för Herrestad. Hennes dotter Ingeborg Jensdatter Rotfeld gifte sig med official på Lundagård Jep Falk till Gyllarp. Falk står 1533 skriven till "Heruitzstaedt", enligt en försäkran, tillsammans med 58 andra, till hertig Christian (senare Christian III). Birgitte Bing dör 1543 och då tillfaller Herrestad Niels Jensen Rotfeld, son till Jens Nielsen Rotfeld i hans första äktenskap med Christence Olufsdatter Lunge. 1569 omnämns "änkan Ingeborg på Herrestad". Omkring 1570 lydde ett 40 tal gårdar i socknen under säteriet.
Anders Clausen Gagge (f ca 1550) förvärvar Stora Herrestad. och testamenterar godset till sonen Claus Andersen Gagge (död 1634), som även skrev sig till Arlöse. Denne var 1608-19 länsman på Vardöhus fästning i norra Norge. Hans hustru i andra äktenskapet (1624) Margrethe Eriksdatter Mormand och hennes brorson Jörgen Clausen Falk Mormand (d 1630, son till Jep Falks dotter Anne i hennes äktenskap med Claus Eriksen Mormand) ärver säteriet. År 1603 står Jörgen Clausen Falk Mormand som förlänad Herrestad.
Nästa gång Stora Herrestad dyker upp i det skriftliga källmaterialet är 1630, när dåvarande ägaren Jörgen Svabe genomför ett mageskifte med kronan för att få en bättre arrondering av ägorna och erhåller ett antal gårdar i Herrestad by och socken, vilka fogas till hans tidigare godsinnehav. Mellan åren 1630-71 läggs på detta sätt nästan hela Herrestads socken under huvudgården.
Genom giftet 1656 med Margrethe Giedde, dotter till riksamiralen Ove Giedde, kom vice kanslern och skattmästaren Holger Vind på ”Gundestrup” (Vrams Gunnarstorp)i besittning av Stora Herrestad. Efter freden i Roskilde 1658 tvingades han överlämna staden till svenskarna. Han vägrade avlägga trohetsed till Karl X Gustav och flyttade därför till Danmark och 1661 sålde han samtliga sina skånska gods.
Stora Herrestad förvärvades av överste Ove Thott, son till Tage Ottesen Thott. Herr Ove var till skillnad från fadern en dålig hushållare och lyckades förslösa ett stort godsinnehav. 1668 fick han avyttra Herrestad och Bjersjöholm till grevinnan Ebba Brahe, änka efter riksmarsken och generalfältherren greve Jacob De la Gardie. Vid hennes död 1674 ärvdes Herrestad av sonen greve Pontus Fredrik De la Gardie, gift med Beata Elisabet von Königsmarck. Under skånska kriget 1676-79 kom mangårdsbyggnaden att stå obebodd, men förvaltad av Beata Elisabets bror Otto Wilhelm von Königsmarck. Egendomen omfattade vid den tiden i stort sett alla gårdar i socknen.
Herrestad gick därefter över till brorsonen Philip Christoffer von Königsmarck. Godset innehades sedan av Anna Maria Cronacker, som 1724 sålde det för att åt sin make, amiralen friherre Hans Ankarstierna, kunna inlösa godset Knutstorp. Förvärvare var landshövdingen för Malmöhus län greve Carl Gustaf Hårdh af Segerstad. Han blev 1717 generalguvernör över Skåne och 1727 riksråd. Han dog 1744 på Herrestad hans son greve Johan Ludvig Hårdh af Segerstad tog över. 
År 1756 lät Johan Ludvig Hård uppföra nuvarande corps-de-logi. Hustrun Ulrika Wachtmeister och hans vapensköldar pryder väggen vid stora ingången.
En av Carl von Linnés lärjungar, Anders Tidström, besökte Herrestadsby sommaren 1756 och beskrev säteriets corps-de-logi som ett vackert stenhus "under byggnad, uppdraget till 2 våningar med 9 fönsterlufter på långsidan". 
"Byggningssten dertill upptages här på egorna." Trädgården "om 6 tunnland jord" beskrivs noggrant. Här fanns många fruktträd, häckar av liguster, klippta i "torn och hvalffaconer", samt avenbokshäckar, "lusthus på turkiska manéret", "vattenkonst" och dammar med rudor och karpar. Till säteriet hörde också ett tegelbruk. På gästgivaregården låg en sten, "flat som en skälsten och lagom hög att sitta på" med uthuggna runtecken, "som förklaras: 'Tröttom sitta på mig bäst och tungom hjelper jag till häst. NIHILE PENDO.'" Detta hade en gästgivare vid namn Petraeus, "som varit literat", låtit hugga ut.
Johan Ludvig Hård var anhängare av hovpartiet och involverad i en planerad statskupp 1756 med syfte att skaffa kung Adolf Fredrik mer makt. Statskuppen avslöjades och greve Hård dömdes att mista liv, ära och gods, men lyckades fly till Preussen där han tog tjänst hos Fredrik den store och avancerade till general. Säteriet gick därför över till sonen Carl Ludvig Hård, som 1799 sålde säteriet till ett bolag i Ystad, som hade 13 förmögna ägare.
Säteriet förvärvades runt 1810 av krigsrådet Carl-Henrik Palm, vilken 1816 bytte bort detsamma med överstelöjtnanten A.F. Tornérhjelm. År 1820 såldes Herrestad till kommerserådet och riddaren Carl Martin Lundgren i Ystad, som 1849 lämnade det i gåva till sin son konsul John Robert Lundgren.
Dennes son övertog därefter Herrestad, men tvingades på grund av konkurs sälja egendomen, vilken köptes av ett konsortium, lett av greve Raoul Hamilton. Därefter styckades godset. 
Huvudgården inköptes 1899 från konsortiet av kammarherren greve Carl Gustaf Sparre af Söfdeborg. Säteriet efterlämnades 1912 till hans änka Alexandrine Sparre (född Hamilton) och det kom därefter att stanna kvar i släkten Sparre under flera decennier.
Herrestad övergick på 1960-talet till fru Alexandrines dotterdotter Elisabeth, född grevinna von Görtz-Wrisberg som var gift med godsägare Geo Melander (d 1999). Herrestad ägs sedan 2006 av Elisabeth Melanders son Georg-Henrik Graf von Schlitz Genannt von Görtz und von Wrisberg (Henrik von Görtz-Wrisberg).
Herrgården är inte tillgänglig för allmänheten.